# 成都外国语学校
成都外国语学校（Chengdu Foreign Languages School，缩写CFLS，简称“成外”），位於中华人民共和国四川省成都市郫都区，是成都市教育局直管的一所民办中学，由四川德瑞集团控股和运营。学校以外语教学为特色，设有初中部、高中部、国际部，是国内具有保送资格的16所外国语学校之一。
原为成都八里庄中学，1989年与四川外语学院合作，创建成都外国语学校。2000年改制搬迁至高新区合作街道百草路35号。首任校长吴良仁，前任校长段必聪（2009年至2015年），现任校长龚智发。

## 教学
该校以外语教学为特色，实行英语小班教学，在四川省有一定知名度。由于学校是民办学校，学费昂贵，硬件设施相对齐全，保留了一批改制前供职于该校的优秀教师。截至2023年，共有12名学生获得四川省或成都市文理科状元。

## 校区

### 本部
本部位于羊西线与犀浦交界处的两河村百草路35号，与初中校区相邻。占地面积约200亩，是学校主要教学、生活、行政区。

### 初中校区
近年来成外为扩大招生而专门设立的校区，位于成都高新区合作街道百草路（成都市实验外国语旧址），与本部为邻，设施较为完善。

## 知名校友
- 刘亦婷：著名"哈佛女孩"，1999年被哈佛大学录取，曾经轰动大江南北。在校设立"刘亦婷课外活动奖"。
- 陈榆晨：成外部落酋长，影评人，纪录片导演，毕业后就读于美国杜克大学，运营知名健身自媒体账号“哈哈哈tfy”。

## 大事件

### 2009年教师罢工事件
2009年11月，学校教师因工资待遇、养老保险、住房公积金等问题与德瑞集团进行谈判。谈判失败后，德瑞集团总经理王小英称：“你们愿意上课就上，不愿意上课就走。”此举激怒了教师，11月5日晚六点后，老师们在楼前广场开始静坐抗议。此后，同属一个教育集团的成都实验外国语学校、成都外国语学校附属小学中海国际社区分校的老师也组织罢课进行声援。
罢课事件之后，成都市教育局接管学校，王建伟校长被撤职，教育局任命原成都七中副校长段必聪为成外新校长。学生于11月8日晚返校，9号恢复行课。教育局同意学校教师分批离开学校，愿意恢复公办教师身份的可以转到树德外国语学校，此次罢课事件间接导致了树德外国语学校的建成。

## 学校刊物
《成外部落》是2003年由学生会创办的非营利性校园杂志，致力于为成外学生提供属于学生自己的自由发布平台。至今已发行30余期。
杂志主要面向在校学生群体（不限于本校学生，亦不限于中学生）征稿。由在校学生担任编辑、排版、印刷发行等工作。
从第5期开始与成外梦网旗下杂志《Wonderland》合并。第6期时从学生会独立出来，由纯文学向多元化转型，改名为《Utopia成外部落》，这一命名沿用至今。

## 现任校领导
- 集团公司董事长：严玉德
- 集团公司总经理：王小英
- 党委书记、校长：龚智发
- 党委副书记：李华
- 副校长：张会能、孙继良
- 校长助理：熊李程、谢剑英